# Paula Busch

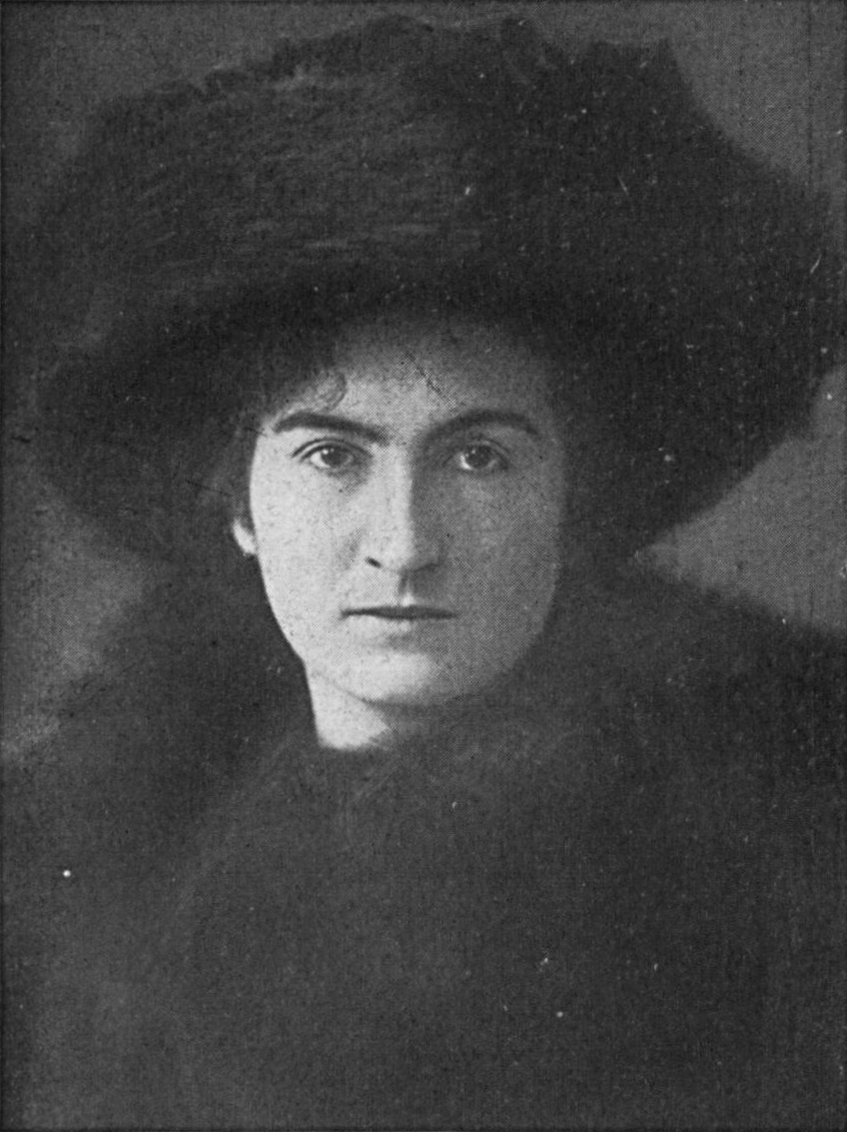
Paula Busch (1912)

Paula Busch (* 6. Dezember 1886 in Odense; † 26. Juni 1973 in Berlin) war eine Zirkusdirektorin des Circus Busch und Autorin von Büchern über das Leben im Zirkus.

## Frühe Jahre
Paula Busch, Tochter der Gründer des Circus Busch, Constance und Paul Vincenz Busch, sollte auf Wunsch des Vaters keine Artistin werden. Das Mädchen erhielt zwar Reit- und Ballettunterricht, hatte aber kaum direkten Kontakt zum Zirkus. 
Paula bestand darauf, das Abitur zu machen und zu studieren. Ihr Abitur machte sie in Köln. Schon während ihres Studiums der Literaturgeschichte, Kunstgeschichte und Philosophie in Köln, Heidelberg und Berlin schrieb sie erste Romane und Manegestücke. 
1911 heirateten Paula Busch und Alois Uhl. Nach der Heirat brach sie ihr Studium ab. Der Ehe entstammt die Tochter Constanze, genannt Micaela (* 7. Mai 1913, † 24. September 1969).

## Karriere
Kurz nach der Geburt ihrer Tochter begann Paula Busch im Zirkus ihres Vaters zu arbeiten. Am 13. Januar 1912 fand im Zirkus Busch die Uraufführung des von ihr geschriebenen Manege-Schauspiels Die Hexe mit Gertrud Arnold in der Rolle der Hexe statt. 1917 wurde sie Mitinhaberin und Mitdirektorin des Zirkusimperiums Circus Busch, das vier feste Spielstätten in Berlin, Hamburg (CIVA-Varieté), Breslau und Wien unterhielt. 
Nach dem Tod des Vaters 1927 war sie alleinige Inhaberin des Zirkus. Die von ihr verfassten und inszenierten Pantomimen und Manegestücke wurden in den 1920er und 30er Jahren zu Publikumsschlagern, so z. B. das 1927 uraufgeführte Stück Vicky wettet um die Welt. Nebenbei veröffentlichte sie 23 Romane, schrieb etliche Vorträge und Rundfunkbeiträge, trat als Dompteuse und Schauspielerin in den Pantomimen und Manegestücken im Circus Busch auf.
Nach der Scheidung von Alois Uhl 1924 begann sie eine Beziehung mit Eleonore Cador, mit der sie bis zu ihrem Tod zusammenlebte. Paula Busch adoptierte die Breslauer Freundin, um ihr den Erbanspruch zu sichern und Eleonore wird auch im Berliner Familiengrab beigesetzt werden.
Paula Busch setzt sich bis zuletzt in Vorträgen und Publikationen für die Anerkennung des Zirkus ein und starb 1973 in Berlin. Ihr Grab befindet sich auf dem Dorotheenstädtischen Friedhof II an der Liesenstraße in Berlin-Mitte.

## Leistungen
Paula Busch war, neben Margarete Kreiser-Barum und Ida Krone, eine der bekanntesten Zirkusdirektorinnen des deutschen Zirkus. 
Außerdem war sie Autorin etlicher Romane, Erzählungen und Kinderbücher, die vom Leben beim Zirkus erzählen und insbesondere das Leben der Frauen beim Zirkus, der Artistinnen, Statistinnen etc. darstellen. So scheute die „Grande Dame“ des deutschen Zirkus auch nicht vor einer Kritik an den Ausbeutungsstrukturen des Zirkus zurück. 
Andererseits kämpfte sie zeitlebens um die gesellschaftliche Anerkennung der Zirkusleute und der Zirkuskunst. In Aufsätzen wie „Die Frau im Circus“ oder „Die Frau als Zirkusartistin“ setzte sie sich kritisch und kenntnisreich mit den Lebens- und Arbeitsbedingungen von Frauen beim Zirkus auseinander. Zu ihren bekanntesten Werken gehören „Wasserminna“, die romanhafte Biografie der berühmten Berliner Statistin des Circus Busch Minna Schulze (25. Dezember 1883 – 14. März 1959), „Die Hohe Schule“ und „Nina vom Zirkus“.

## Werke
- Die Verkannten. Ein Circusroman. Berlin, Leipzig 1912
- Die Hohe Schule, Zirkusroman. R.Mosse, Berlin 1919
- Zirkus Geschichten für die Jugend. Berlin 1923
- Löwenbändigerin Daphné. Berlin 1924
- Wasserminna. Berlin 1933
- Wasserminna (2. Teil) Berlin 1952
- Nina vom Zirkus. Berlin 1957
- Das Spiel meines Lebens. Berlin 1992